# 타이톄 도시락

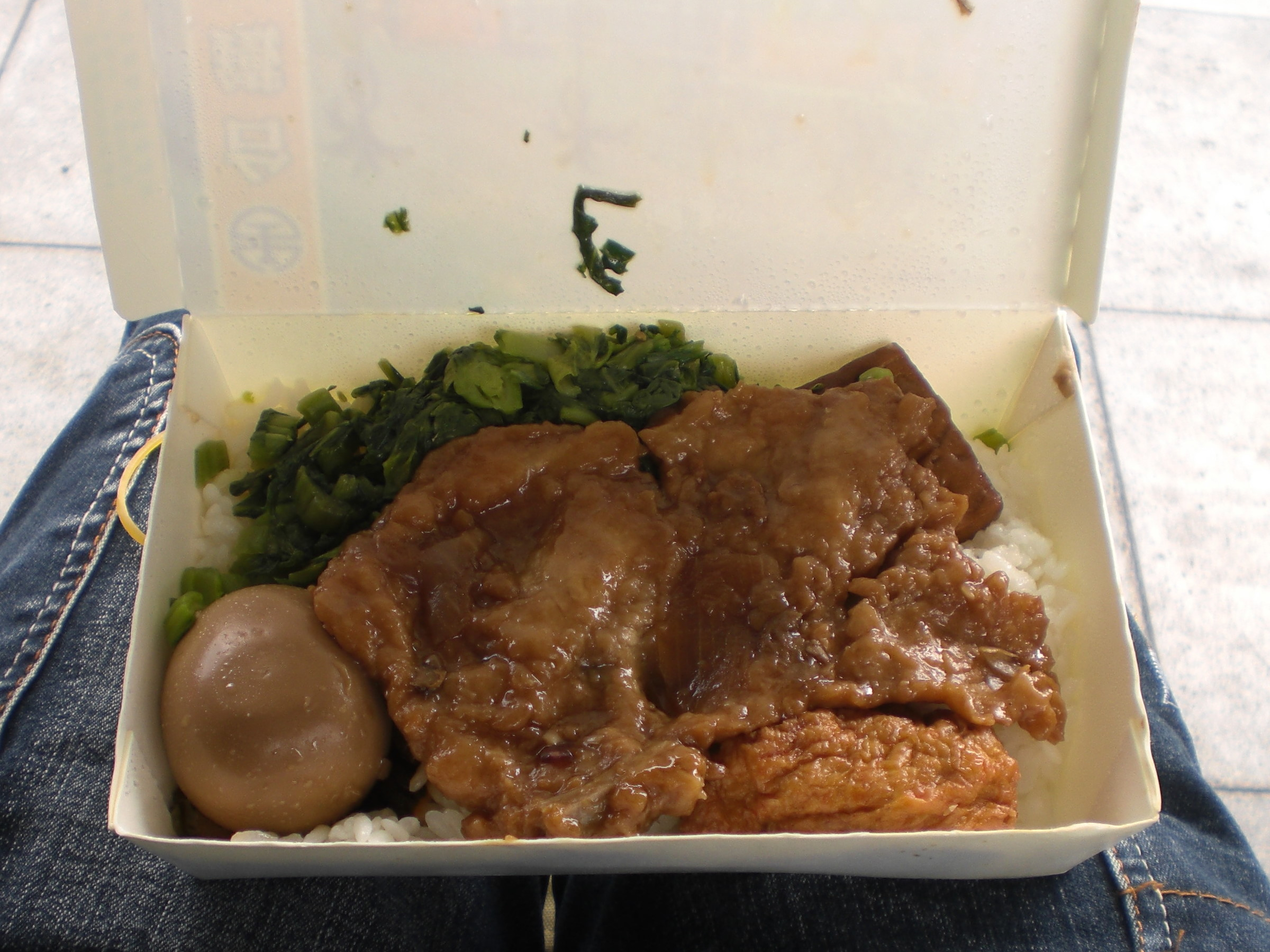
타이톄 도시락

타이톄 도시락(중국어 (대만): 臺鐵便當 타이톄볜당, 영어: Taiwan Railway Bento)은 타이완 철로 관리국 산하 철도역 또는 열차 안에서 판매하는 도시락이다.

## 사진 갤러리

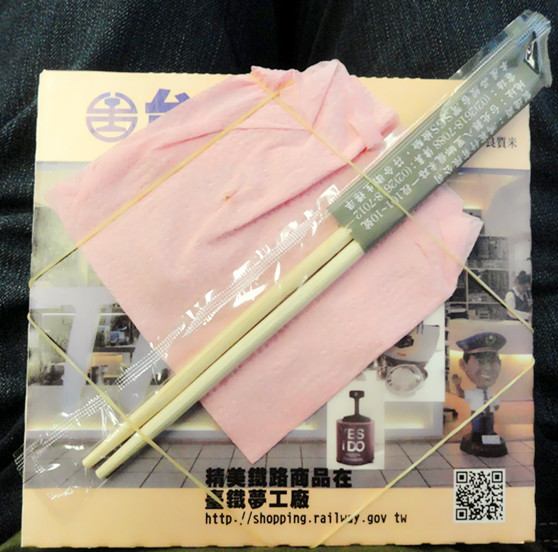
타이톄 도시락 외관
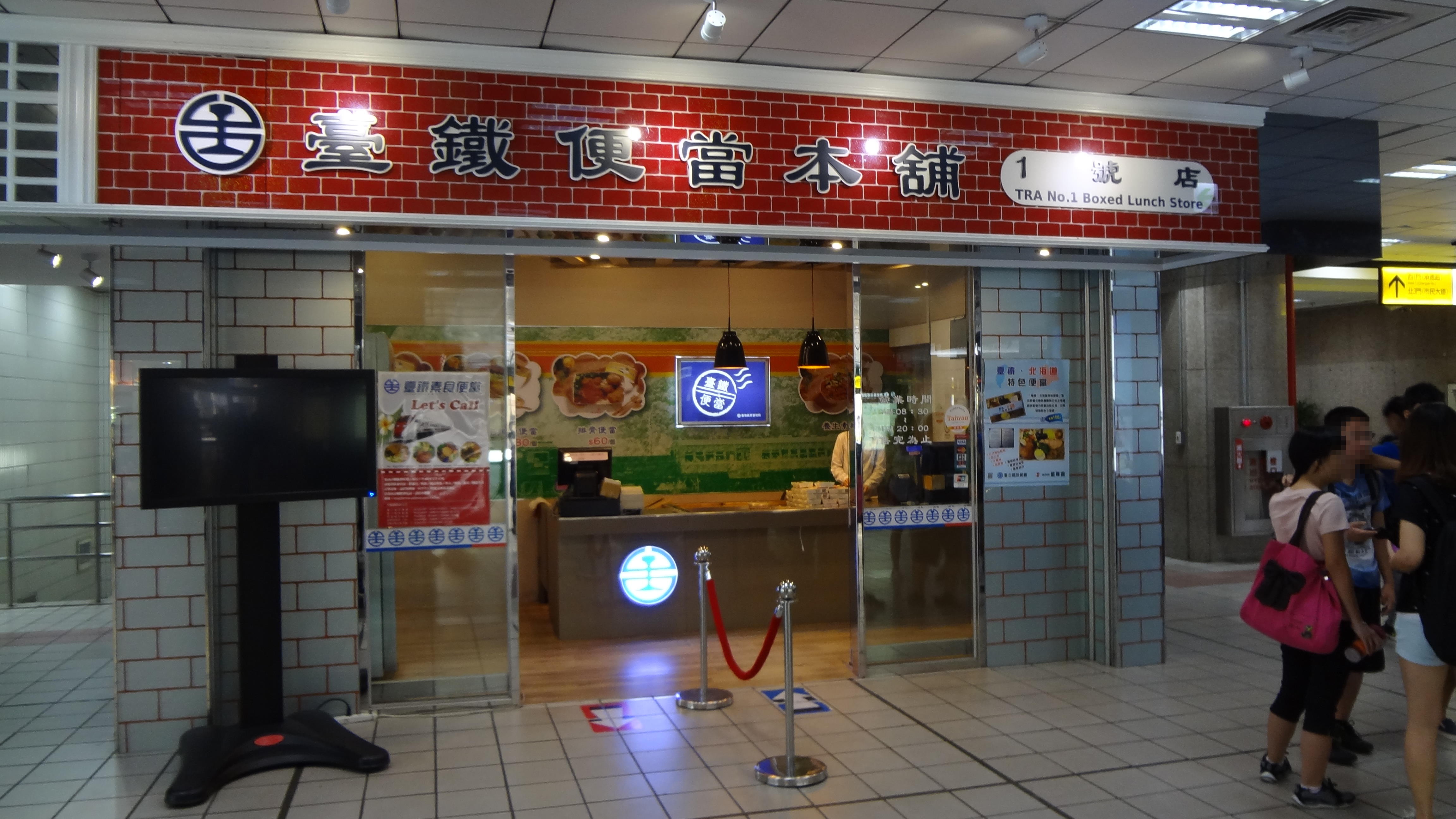
타이톄 도시락 가게 1호점
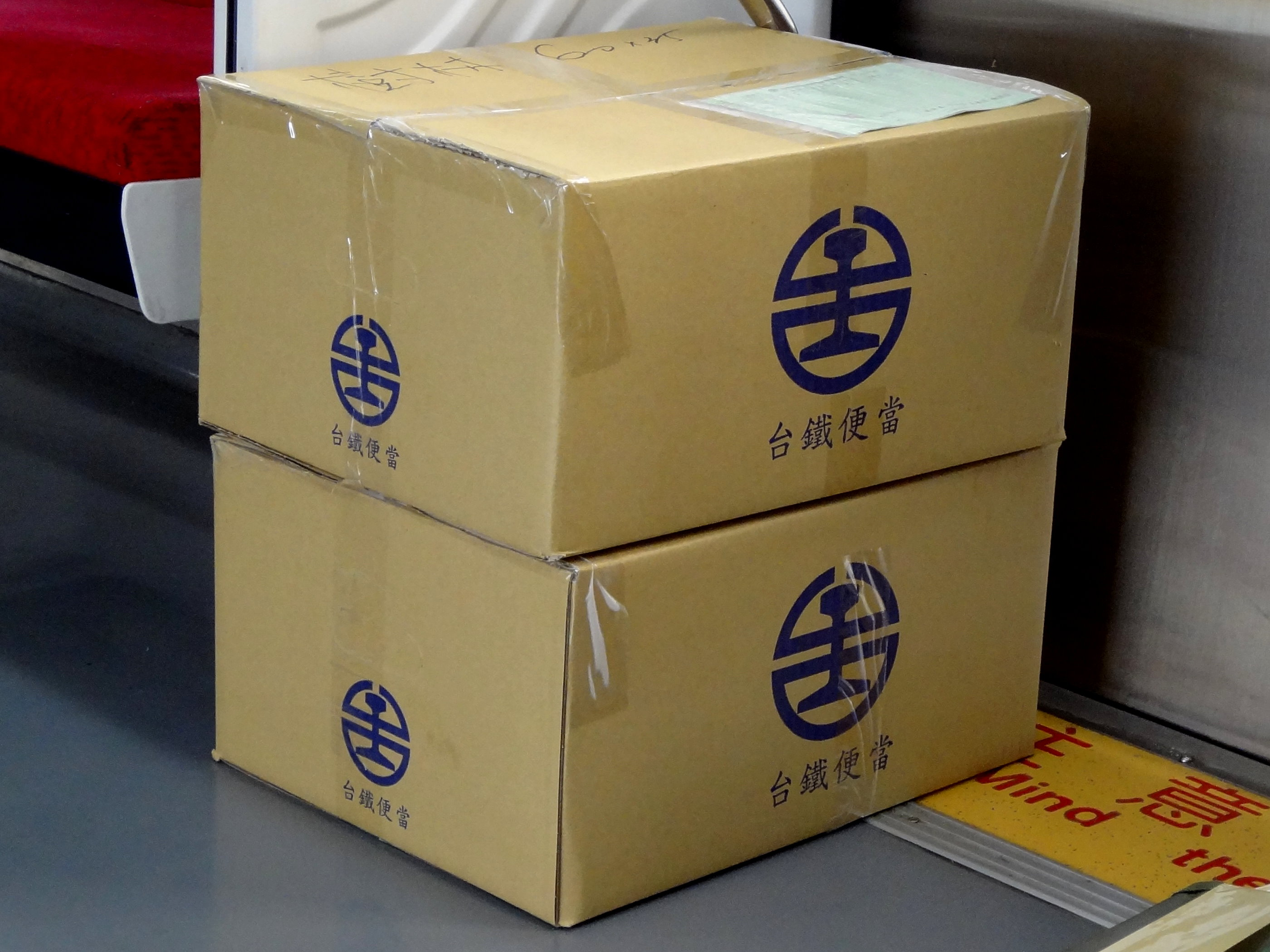
타이톄 도시락이 담긴 박스

## 같이 보기
- 에키벤